# Plastic Bertrand
Plastic Bertrand, egentligen Roger Jouret, född den 24 februari 1954 i Bryssel, är en belgisk artist. Han här bland annat gjort hit-låten "Ça plane pour moi" från 1977, under new wave-eran. 

Originalversionen av "Ça plane pour moi" heter "Jet boy, jet girl" och spelades in av Elton Motello. Roger Jouret spelade trummor i belgiska punkbandet Hubble Bubble innan han upptäcktes av Lou Deprijck och blev Plastic Bertrand. Deprijck har hävdat att det är han, och inte Jouret själv, som sjunger på Plastic Bertrands fyra första album, något som Bertrand senare uppgivit.
Innan Jouret blev Plastic Bertrand spelade han också trummor i Elton Motellos band. Då under namnet Nobby Goff.[källa behövs]
Bertrand skrev texten till filmmusiken till den tecknade långfilmen Asterix – gallernas hjälte (1985), som han även sjöng.[källa behövs]
Han deltog i Eurovision Song Contest 1987, där han med låten "Amour amour" kom näst sist, med fyra poäng.
Tillsammans med Daniel Balavoine och Anni-Frid Lyngstad från Abba spelade han in "Abbacadabra", en musiksaga för barn.[källa behövs]

## Covers
På Plastics skiva L'album från 1980 fanns låten "Rock'n' roll, je te hais" som var en franskspråkig cover på Magnus Ugglas låt "Vittring" (1978).
Bob Hunds "Den lilla planeten" är en svenskspråkig version av Bertrands "Tout petit la planète".